# Åsmund Frægdegjevar (ballata)
Åsmund Frægdegjevar è una leggenda e ballata medievale norvegese (classificazione: TSB E 145) con diverse varianti che descrivono tutte in dettaglio le avventure dell'eroe eponimo incaricato dal re d'Islanda (o d'Irlanda) di salvare sua figlia, la principessa.

## Trama
La storia inizia come in molte fiabe: la bella principessa è stata catturata e imprigionata in un luogo remoto, un'isola ai confini del regno, e il re incarica un eroe, in questo caso Åsmund, di salvarla. Lui e i suoi fratelli salpano con la nave del re, Ormin Lange (Il lungo serpente), in direzione dell'isola dell'orchessa Skomegyvri, dove la principessa è imprigionata. Tuttavia i suoi fratelli, una volta arrivati sul posto, per paura si rifiutano di entrare nel monte dove è detenuta la principessa, così l'eroe decide di andare da solo.
Il guerriero trova la principessa con relativa facilità mentre cammina per le stanze della dimora sotterranea del mostro e si innamora immediatamente di lei. Ma la principessa è sotto l'incantesimo dell'orchessa e, credendo che Skomegyvri sia sua madre, rifiuta di seguirlo fuori dall'antro. Allora l'eroe la prende con la forza.
Mentre i due stanno per scappare, compare l'orchessa. Åsmund e Skomegyvri combattono una lunga battaglia sia fisicamente che con maledizioni e incantesimi, ma Åsmund alla fine uccide Skomegyvri. Essendo la principessa libera dall'incantesimo, saccheggiano la dimora e tornano a casa con tutto il tesoro del mostro.

## Fonti
La ballata racconta una storia simile a una saga islandese (Ásmundar saga flagðagæfu, di cui esiste solo un frammento Ásmundar rímur flagðagæfu), dove l'eroe è conosciuto come Ásmundur Flagðagæfa.